# Carlos de Candamo
Carlos González de Candamo y Rivero (Londra, 15 febbraio 1871 – Parigi, 16 febbraio 1946) fu uno sportivo e diplomatico peruviano, nipote del presidente Manuel Candamo; tra le discipline che praticò figurano il tennis, la scherma e il rugby.

## Biografia
Figlio dell'ambasciatore peruviano in Francia, de Candamo praticò differenti sport. Nel 1891 prese parte al primo Open di Francia, dove fu eliminato al primo turno. Nell'anno successivo perse, con il Racing Club, la finale del campionato francese di rugby a 15. È considerato ufficialmente il primo rappresentante del Perù ai Giochi olimpici, avendo partecipato ai Giochi olimpici di Parigi 1900 nelle gare di spada e di fioretto. Dopo l'esperienza olimpica, divenne diplomatico presso l'ambasciata francese e fu tra i firmatari del Patto di Versailles. Fu inoltre membro del CIO dal 1909 al 1922.